# Schweglerstraße
Schweglerstraße – jedna ze stacji metra w Wiedniu na Linia U3. Została otwarta 3 września 1994. 
Znajduje się w 15. dzielnicy Wiednia, Rudolfsheim-Fünfhaus.